# Битва при Айн-Джалуті
Битва при Айн-Джалуті (або Ейн-Хароді) — місцевість в сучасному Ізраїлі, поруч з містом Бейт-Шеан, де 3 вересня 1260 року відбулася битва між армією мамелюків на чолі з султаном Кутузом та монгольськими військами Хулагуїдів. Монголи були розбиті і незабаром їх вигнали з Палестини та Сирії. Ця битва зупинила просування монголів на Близькому Сході.